# Charles Beigbeder
Pour les articles homonymes, voir Beigbeder.
Charles Beigbeder, né le 20 avril 1964 à Neuilly-sur-Seine, est un entrepreneur et investisseur français, fondateur notamment de Selftrade, de l'opérateur d'électricité Poweo et de AgroGeneration. Il fut candidat sans succès à la présidence du MEDEF et fut membre de son conseil exécutif.
Engagé activement en politique à partir de 2009, il milite à l'Alternative libérale, au Parti radical, à l'Union pour un mouvement populaire, au Parti libéral démocrate et est conseiller d'arrondissement divers droite de Paris de 2014 à 2021. Par la suite proche de l'extrême droite, il s'engage en faveur de l'union des droites et d'un rapprochement avec le Front national.
Il est également l'un des principaux financiers du site d'actualités Atlantico et actionnaire du magazine L'Incorrect.

## Biographie

### Origines, études et début de carrière professionnelle
Fils de l'homme d'affaires et chasseur de têtes Jean-Michel Beigbeder (1938-2023) et de son épouse, Marie-Christine Chasteigner de la Rocheposay, Charles Beigbeder est né dans une famille catholique d'origine béarnaise, descendant du Roi Hugues Capet du côté maternel. Ses parents divorcent en 1973 et Charles et son frère Frédéric sont ensuite élevés par leur mère.
Après des études au lycée Montaigne, puis au lycée Louis-le-Grand à Paris, il intègre l'École centrale Paris en 1985 où il obtient un diplôme d'ingénieur.
Il commence sa carrière professionnelle chez Matra Marconi Space, avant de rejoindre le monde de la finance, occupant successivement plusieurs postes chez Paribas Affaires industrielles (1990-1991), Crédit Suisse First Boston (1991-1994) et MC-BBL Securities (1994-1997).

### Entrepreneur et investisseur
En 1997, il fonde la première société française de courtage en Bourse, Selftrade.
En juin 2002, avec la fin du monopole d'EDF en France, il lance l'opérateur d'électricité Poweo qui deviendra le troisième groupe d'énergie français. En 2009, il cède pour 44 millions d'euros les 13,4 % du capital qu'il détient via sa holding industrielle, Gravitation, dans Poweo à Verbund et en devient le président non exécutif.
En 2006, il se lance dans l'« Asset Management » et la création d'entreprise via sa holding dont il détient 80 % du capital (et dans lequel il est associé avec le Groupe de Bernard Arnault, Ernest-Antoine Sellière ou encore la famille Rothschild). Dans la foulée de la loi Tepa, il fonde alors AUDACIA capital qui permet de défiscaliser les investissements dans les PME.
En 2007, il crée AgroGeneration  avec la première coopérative céréalière française, Champagne Céréales afin de remettre en culture des terres en friches dans d'anciens kolkhozes ukrainiens, une pratique alors assimilée à du « néocolonialisme agraire » par  Jacques Diouf, le directeur général de l'Organisation des Nations unies pour l'alimentation et l'agriculture ce dont il se défend. Il cède l'entreprise en mai 2013 à un concurrent.
Il fonde Happytime, une société de coffret-cadeaux, dont la liquidation judiciaire a été prononcée par jugement du tribunal de commerce de Paris, le 2 août 2012.
Il détient des participations minoritaires dans d'autres sociétés, parmi lesquelles la biotech Pharnext, la société de transport par autocar Starshipper (via la holding Carlib) ou le site d'informations Atlantico.
En 2014, il rachète, avec un groupe d'amis et d'entrepreneurs (notamment Gilles Lellouche, Jacques-Antoine Granjon ou Thierry Coste), le club Castel de la rue Princesse dans le Quartier Saint-Germain-des-Prés,,.
Depuis 2017, il est président du conseil de surveillance du constructeur de véhicules autonomes Navya.
En 2018, il est l'un des quatre fondateurs de Quantonation, un fonds d'investissement de 91 millions d’euros, visant à soutenir le développement des start-ups spécialisées dans les technologies quantiques,.

### Activités syndicales et politiques

#### Syndicalisme et association patronale
De juin 2004 à juillet 2005, Charles Beigbeder préside l'association CroissancePlus, un réseau français de dirigeants de petites et moyennes entreprises et d'entreprises de taille intermédiaire.
En 2005, il est le plus jeune et aussi le moins connu des candidats à se porter candidat à la présidence du MEDEF pour succéder à Ernest-Antoine Seillière, face notamment à Laurence Parisot, Yvon Jacob, Francis Mer et Guillaume Sarkozy, avant de se déclarer forfait. Il est membre du conseil exécutif du MEDEF sous la présidence de Laurence Parisot.

#### Engagements politiques
Ses premiers engagements politiques datent de 1981 quand il milite pour Valéry Giscard d'Estaing et est présent à son QG de campagne lors de l'annonce de sa défaite. Après avoir été membre d'alternative libérale, il décide en 2009 de s'engager plus activement en politique à côté de ses activités professionnelles. Ses modèles sont alors Jean-Jacques Servan-Schreiber, Charles de Gaulle, Édouard Balladur, Raymond Barre mais aussi Karl-Theodor zu Guttenberg, devenu ministre allemand de l'économie à 37 ans.
Vice-président de la Fondation pour l'innovation politique, que préside alors Nicolas Bazire, ami de Jean-François Copé et de Grégoire Chertok, Charles Beigbeder devient pour la fédération de Paris, le porte-parole du Parti radical, un parti dont il dit apprécier les valeurs de liberté, d'égalité et de laïcité. Il fait aussi passer quelques-unes de ses idées sur les banlieues à Valérie Pécresse, alors tête de liste UMP aux élections régionales en Ile-de-France.
En 2011, il est nommé secrétaire national de l'UMP chargé de la pédagogie de la réforme.
En janvier 2012, Charles Beigbeder se déclare candidat investi par l'Union pour un Mouvement Populaire (UMP) à la députation dans la 8e circonscription de Paris lors des élections législatives de juin 2012, face notamment à Sandrine Mazetier, la député sortante, qui obtient au second tour 61,51 % contre 38,49 % des suffrages exprimés sur son nom.
En 2012, il soutient Jean-François Copé pour la présidence de l'UMP face à François Fillon. Il est alors aussi membre et responsable national du Parti libéral démocrate où il côtoie Gaspard Koenig et Arnaud Dassier.
Opposé au mariage homosexuel, il participe en 2013 à une université d'été de La Manif pour tous.
Dans la course à la mairie de Paris, il entre en dissidence le 20 décembre 2013 en lançant avec Serge Federbusch une liste concurrente de celle de Nathalie Kosciusko-Morizet intitulée Paris Libéré,. Cela lui vaut d'être exclu de l'UMP et de perdre son poste de secrétaire national. Il fonde alors le mouvement « Paris libéré » et présente vingt listes pour les municipales à Paris. Se présentant lui-même dans le 8e arrondissement, il parvient à accéder au second tour, mais n'est pas élu conseiller de Paris, devenant toutefois conseiller divers droite du 8e arrondissement.
En mars 2015, il fonde avec Charles Millon le collectif « Phénix », un think-tank libéral-conservateur, afin de contribuer au programme du futur candidat de la droite à l'élection présidentielle de 2017. Au bout de quelques mois, ils fondent le collectif dans un nouveau mouvement intitulé l'Avant-Garde.
En juillet 2015, au sujet de l'élection présidentielle de 2017, il affirme dans un entretien au Scan du  Figaro : « Je pense que la droite dite “de gouvernement” est favorite pour l’emporter, donc c’est avec celle-là que j’ai le plus envie de discuter. Mais je n’hésiterais pas une seconde et n’aurais aucun état d’âme à soutenir le FN »,. Une partie de la presse (Le Monde, Le Nouvel Obs notamment) le mentionne alors qu'il se rapproche ou flirte avec le Front national,. Beigbeder revient ensuite sur cette déclaration pour souligner sa fidélité à sa famille politique, son soutien à celui qui reprendra ses propositions, mentionnant que « ce n’est pas le cas du programme du FN », et annonce son soutien au  candidat du parti Les Républicains qui sortira vainqueur de la primaire en 2016,.
En octobre 2015, il encense Éric Zemmour en direct dans une émission diffusée sur BFM TV : « il a le mérite de remettre sur la table un certain nombre de débats et de non-dits » et le compare notamment à Raymond Aron pour son engagement[source insuffisante].
En mai 2016, dans un entretien au journal Le Figaro, il se déclare héritier de la pensée d'Edmund Burke, bouleversé par la lecture de ses Réflexions sur la Révolution française et se réfère aux écrits de Maurice Barrès, Charles Péguy, Bernanos, Éric Zemmour, Natacha Polony ou Philippe de Villiers. Il déclare vouloir compléter la Constitution pour y inscrire une mention sur la « tradition chrétienne » de la France et consacrer la prééminence des « lois non écrites ». Il participe à un colloque organisé par le maire de Béziers Robert Ménard appelé « Oz ta droite » visant à l'« union des droites ». En octobre 2016, il signe la pétition initié par d'anciens militants de la Manif pour tous appelant à l'union des droites derrière huit figures politiques (Marion Maréchal, Philippe de Villiers, Laurent Wauquiez, Hervé Mariton, Henri Guaino, Jean-Frédéric Poisson, Nicolas Dupont-Aignan et François Fillon). Lors de l'élection présidentielle française de 2017, il apporte son soutien à François Fillon, le candidat des Républicains choisi à l'issue des primaires de la droite française,.
Courant 2018, l'entrepreneur soutient l'initiative de Marion Maréchal de créer une école de Sciences Politiques (l'ISSEP) et lui présente des entrepreneurs pour la financer. Il  déclare à cette occasion à Challenges « apprécier sa qualité d'analyse » tout en affirmant qu'il n'a « jamais soutenu le FN ». Également en 2018, il participe à la création de la Fondation du Pont-Neuf, dont il deviendra le président, et qui a pour ambition une diffusion d'idées conservatrices, un rapprochement des droites, et de fournir des notes à des proches de Marion Maréchal et Laurent Wauquiez. Mediapart estime que la fondation a vocation à aider une réunion « de l’extrême droite et de la droite dure ».
Il est mentionné par les médias comme « représentant » ou « promoteur » de la « droite hors les murs », son ambition est alors de faire émerger, en dehors de LR et du RN, une « nouvelle force de droite conservatrice, libérale » pour espérer l'emporter lors des élections présidentielles de 2022,,. Pendant la campagne électorale correspondante, il soutient Michel Barnier.

#### Investissements dans les médias
En 2011, il contribue au financement du site d'actualités Atlantico au côté de Xavier Niel et de Marc Simoncini.
En septembre 2017, il participe à la fondation du magazine L'Incorrect, dont il devient l'un des deux principaux actionnaires, avec Laurent Meeschaert. Ce magazine, créé après le retrait de la vie politique de Marion Maréchal, prolonge l'objectif de cette dernière visant à créer un pont entre Les Républicains et le Rassemblement national : le magazine veut réunir toutes les droites et être une « passerelle » entre droite et extrême-droite. Des anciens proches de Marion Maréchal figurent dans la rédaction avec des identitaires comme Damien Rieu et Charlotte d'Ornellas qui ont participé à la création du magazine au côté du réseau « L’Avant-garde », créé par Charles Millon et Charles Beigbeder. Il est décrit comme conservateur, entre droite et extrême-droite à ses débuts,,,, et plus tard d'extrême-droite.

## Divers
En janvier 2011, après avoir essuyé plusieurs refus d'autres personnalités, la ministre des Sports Chantal Jouanno nomme Charles Beigbeder pour prendre la présidence du groupement d’intérêt public (GIP) pilotant la candidature de la ville d'Annecy aux Jeux olympiques d'hiver de 2018. Il a alors notamment le soutien de Laurence Parisot et du président du conseil général de la Haute-Savoie, Christian Monteil qui espère « lever des fonds » et avoir quelqu'un « inspirant confiance aux patrons ». Cette nomination ne soulève cependant pas d'enthousiasme dans le monde sportif et suscite des critiques : Qualifié d'« affairiste » par Reporterre, il lui est reproché notamment d'avoir été nommé sans concertation avec les équipes locales travaillant à la candidature d'Annecy ni avec la Région présidée par le socialiste Jean-Jack Queyranne,. S'il parvient à faire augmenter l'enveloppe budgétaire allouée au dossier de 18 millions d'euros à 30 millions d'euros, le budget reste le plus faible des trois villes en compétition avec le coût estimé des travaux le plus élevé. La candidature échoue six mois plus tard avec le choix de Pyeongchang (Corée du Sud) par 65 voix, contre 25 pour Munich et 7 pour Annecy.
En 2023, Charles Beigbeder crée un prix littéraire de vulgarisation scientifique, le prix Bourrienne dont le premier récipiendaire est le livre de Laurent Tillon, Les Fantômes de la nuit, des chauves-souris et des hommes.

## Distinctions
Chevalier de la Légion d'honneur (en 2008)

## Vie privée
Charles Beigbeder est le frère de Frédéric Beigbeder.
Il s'est marié le 1 septembre 1995 avec Carine Anne Sophie James, fondatrice du site de vente en ligne Pack & Fly[réf. souhaitée]. Il est père de 3 filles.
Catholique pratiquant, il est membre de l'Académie catholique de France, du Rotary Club (ex-président de celui de Dax) et de l'Opus Dei.

## Ouvrages
- La crise de l’énergie est-elle une chance pour l’avenir ? JC Lattès, 2008
- Énergie positive, Les éditions du Toucan, 2008
- Puisque c’est impossible, faisons-le, JC Lattès, 2012
- Merci Patrons ! créer son entreprise, c’est créer des emplois, Librio, 2015.
- Charnellement de France, en collaboration avec Benoît Dumoulin, éditions Pierre-Guillaume de Roux, 2016.